# نورت بروکسویل (فلوریدا)
نورت بروکسویل (به انگلیسی: North Brooksville) یک منطقهٔ مسکونی در ایالات متحده آمریکا است که در شهرستان هرناندو، فلوریدا واقع شده‌است. نورت بروکسویل ۱۷٫۰۷ کیلومتر مربع مساحت و ۳٬۵۴۴ نفر جمعیت دارد و ۳۹٫۶۲ متر بالاتر از سطح دریا واقع شده‌است.